# Marino Vanhoenacker
Marino Vanhoenacker (Ostenda, 19 luglio 1976) è un triatleta belga, detentore del record mondiale sulla distanza Ironman.
Inizia ad interessarsi al triathlon nel 1997; inizialmente si dedica all'attività sportiva e al contempo lavora come istruttore sportivo.
Nel 2001 partecipa alla sua prima gara sulla distanza Ironman in Florida e conclude quinto. Nel 2003, durante una gara in Danimarca durante la quale si ritira, la compagna Elke dà alla luce la figlia Jirte. Conclude la stagione con la prima partecipazione all'Ironman Hawaii concludendo 54º
Nel 2005 vince la sua prima gara all'Ironman Florida. L'anno successivo partecipa all'Ironman Austria, evento in cui è imbattuto dal 2006. Nello stesso anno partecipa all'Ironman Hawaii concludendo sesto.
Nel 2010 conclude terzo all'Ironman Hawaii (davanti a lui Chris McCormack e Andreas Raelert).
Il 3 luglio 2011 segna il nuovo record mondiale all'Ironman Austria concludendo in 7:45:59 (46:49 nuoto, T1 2:19, 4:15:36 bici, T2 1:48, 2:39:24 corsa).
La settimana successiva, in occasione del Challenge Roth, Andreas Raelert ha stabilito il nuovo record sulla distanza Ironman concludendo la gara in 7:41:33 (46:18 nuoto, T1 1:28, 4:11:43 bici, T2 1:14, 2:40:52 corsa)